# 浅草チャンバラ・メリーゴーランド
浅草チャンバラ・メリーゴーランド（あさくさチャンバラ・メリーゴーランド）は、日本の舞台作品。劇団プレステージによる本公演の16作目。
浅草花やしき内の浅草花劇場にて2020年11月6日～10日に上演。脚本・演出は福島カツシゲ。愛称は「チャンメリー」。

## あらすじ
舞台となるのは浅草のとある撮影所。そこでは、時代劇をはじめ、様々な作品の撮影が日夜行われている。手練れの大部屋役者がひしめく中に、ある日、新人役者の秋山がやってくる。チャンバラをやりたい、と秋山は熱烈に頼み込むが、マサたち先輩役者は、チャンバラをナメてもらっては困るとばかりに、彼を値踏みする。そんな中、大部屋役者なら誰もが憧れる、名作時代劇のリメイク企画が始動する。勢い込む一同だが、そこには驚きの事実が……

## エピソード
- 2020年10月1日～11月5日の間、劇団員が毎日日替わりでYouTubeチャンネルに動画を投稿した。岩田の動画は、1本目だけ評価が高かった[4]。
- 劇中劇の役柄まで数えると、兼役が多い。岩田10役、株元4役、向野2役、坂田2役、髙頭4役、長尾5役。秀光だけは1役だった[5]。

## 登場人物
大谷（タニさん）
ベテラン大部屋役者。大物俳優から指名が入るほど。
村上（マッシー）
殺陣師。振付指導に奔走しながらも、役者たちを気遣う。
鈴木（イッチャン、イチサン）
大柄な大部屋役者。料理が得意。
長谷川（ハッセ）
お調子者の大部屋役者。殺陣も現代ものも卒なくこなす。
田中（マサ）
ナンバー2の呼び声高い大部屋役者。筋力トレーニングを欠かさない。
前田（ケンボー）
小柄な大部屋役者。常に金欠。
秋山（新人）
チャンバラをやるために、撮影所にやってきた。男も認めるイケメン。
佐々木
大部屋のスタッフ。子供が二人いる。

### その他の役
モモジロウ侍、監督１、ＡＤ１、迷い込むエキストラ、コウシロウさん、監督２、カメラマン１、ＡＤ２、マツジュンさん、監督３、カメラマン２、悪代官、越後屋、監督４

## 出演
- 岩田玲
- 加藤潤一（声のみ）
- 株元英彰
- 向野章太郎
- 坂田直貴
- 秀光
- 髙頭祐樹
- 長尾卓也

## スタッフ
- 美術：片平圭衣子
- 照明：佐野道洋（デザイナーズユニオン）
- 音楽：大崎聖二
- 音響：秀島正一（エス・シー・アライアンス）
- 殺陣：河口博昭／井口淳
- 舞台監督：松井啓悟

- 音響オペレーター：倉重雅一
- 大道具：俳優座劇場
- 小道具：高津装飾美術
- 佐々木の声：加藤潤一

- スペシャルサンクス：ライブ・ビューイング・ジャパン、ビーイング、オレガ、バックステージ、東京衣裳、総合学園ヒューマンアカデミー新宿校

- パンフレットデザイン：北川大輔（カラン株式会社）
- パンフレット写真：任田辰平（KATT）
- パンフレットメイク：緒方加代子

- 票券：インタースペース
- ホームページ制作：髙頭祐樹

- 制作：長澤弥生／島村楓
- 企画・製作：劇団プレステージ／井口淳（オレガ）

## DVD情報
- 本編108分＋特典12分
- 特典映像：劇団員インタビュー＋ドキュメンタリー
- 撮影・編集：米内山凌